# Разложки суходол
Разложки суходол е връх в северния дял на Пирин. Височината му е 2728 метра надморска височина. Понякога неправилно се идентифицира с Каменитица, което всъщност е връх северозападно от Разложки суходол. Името на Разложки суходол е било пренесено неправилно като връх на стъпаловидно повишение на главното било района на премката Итипица.